# 奥尔塔圣山

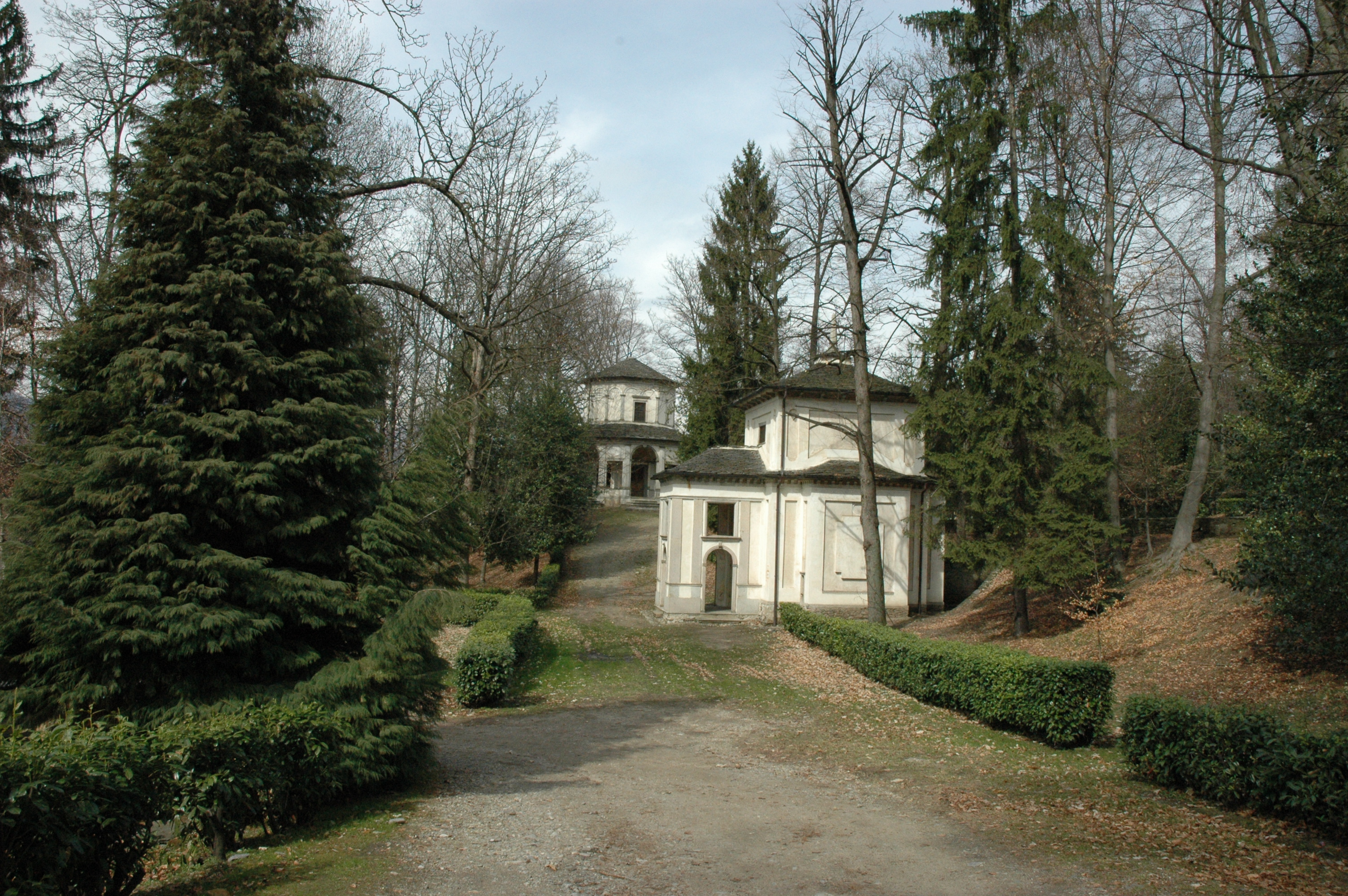

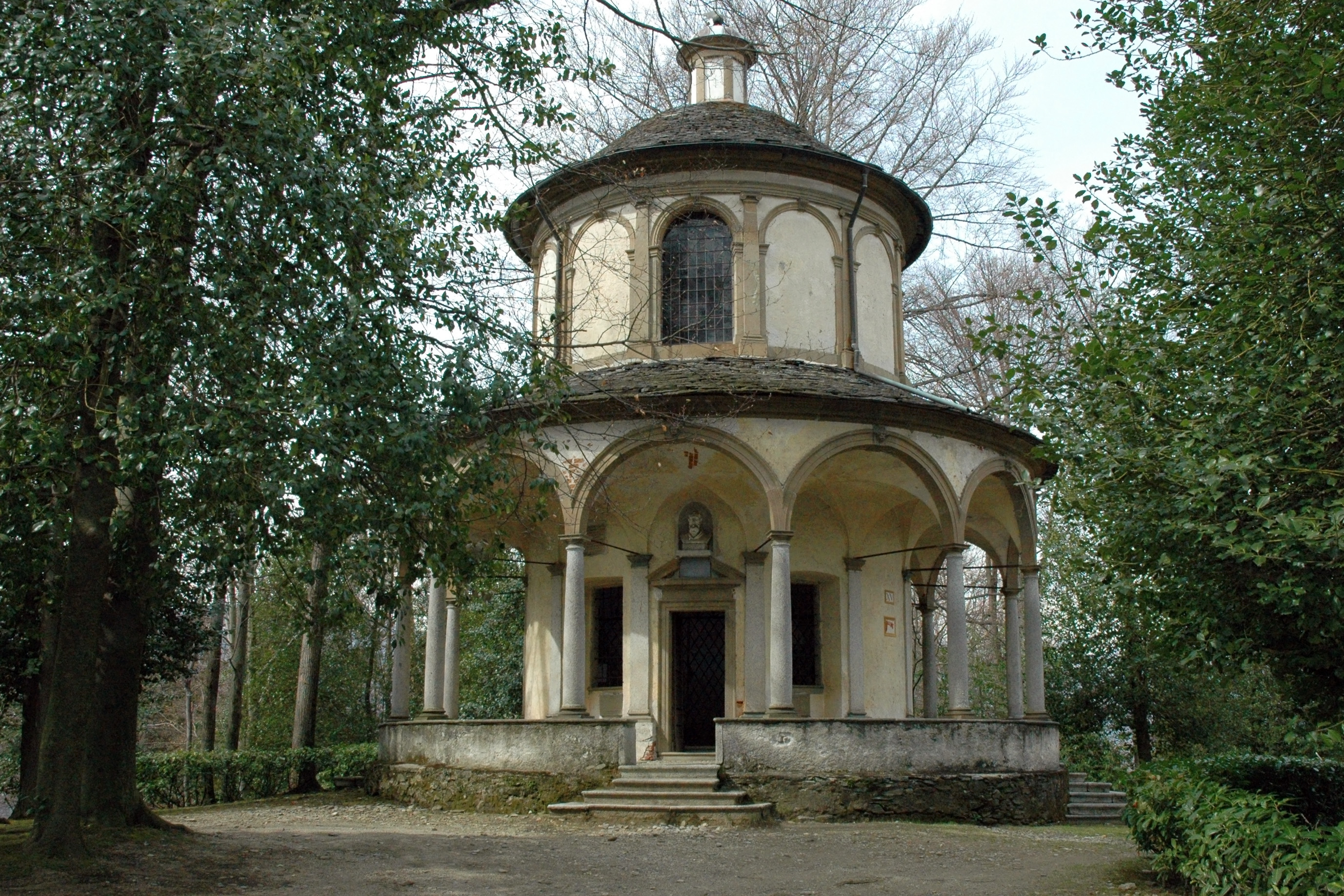
第15小堂：“圣方济各受五伤”

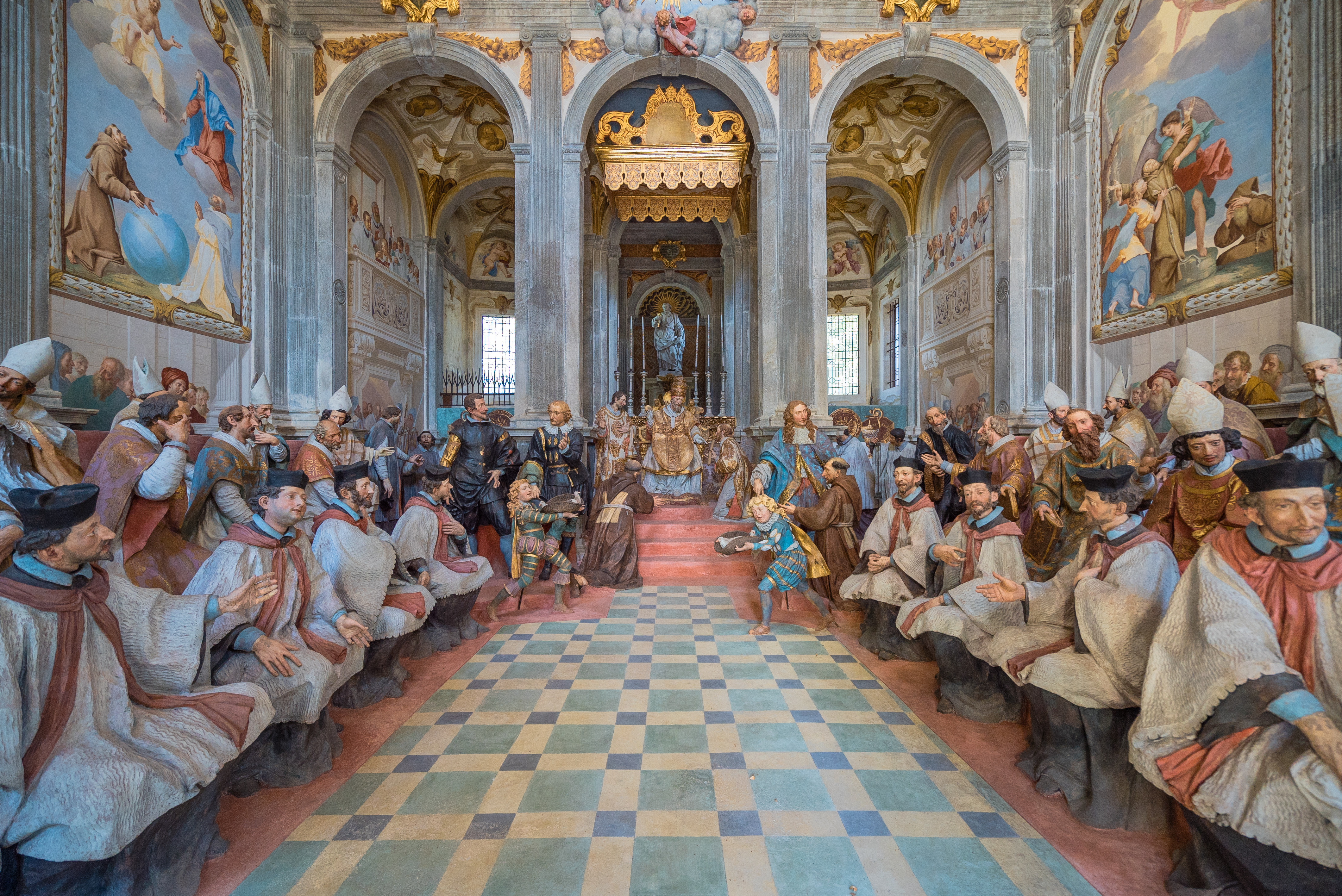
第20小堂

奥尔塔圣山（義大利語：Sacro Monte di Orta）是一个罗马天主教朝圣地，位于意大利北部皮埃蒙特大区诺瓦拉省奥尔塔圣朱利奥，圣尼古拉山顶上，面对奥尔塔湖的西岸。它是皮埃蒙特和倫巴第的聖山中的一座，被列为世界遗产。它是科乌尔信仰之路上的中途站。
许多艺术品质量很高，其中一些是当时画家和雕塑家最受好评的作品。圣山的植被一直延伸到奥尔塔湖的湖岸。

## 历史
该建筑群于1583年开始修建，供奉圣方济各，由方濟嘉布遣會修士提契诺河畔卡斯特莱托的克莱托完成，计划建造36座小堂，其中建成的有20座。直到1630年，它们大多是矫饰主义风格，但从17世纪中叶开始，巴洛克风格和其他影响占主导地位。1788年建成。